# Wojciech Waleczek

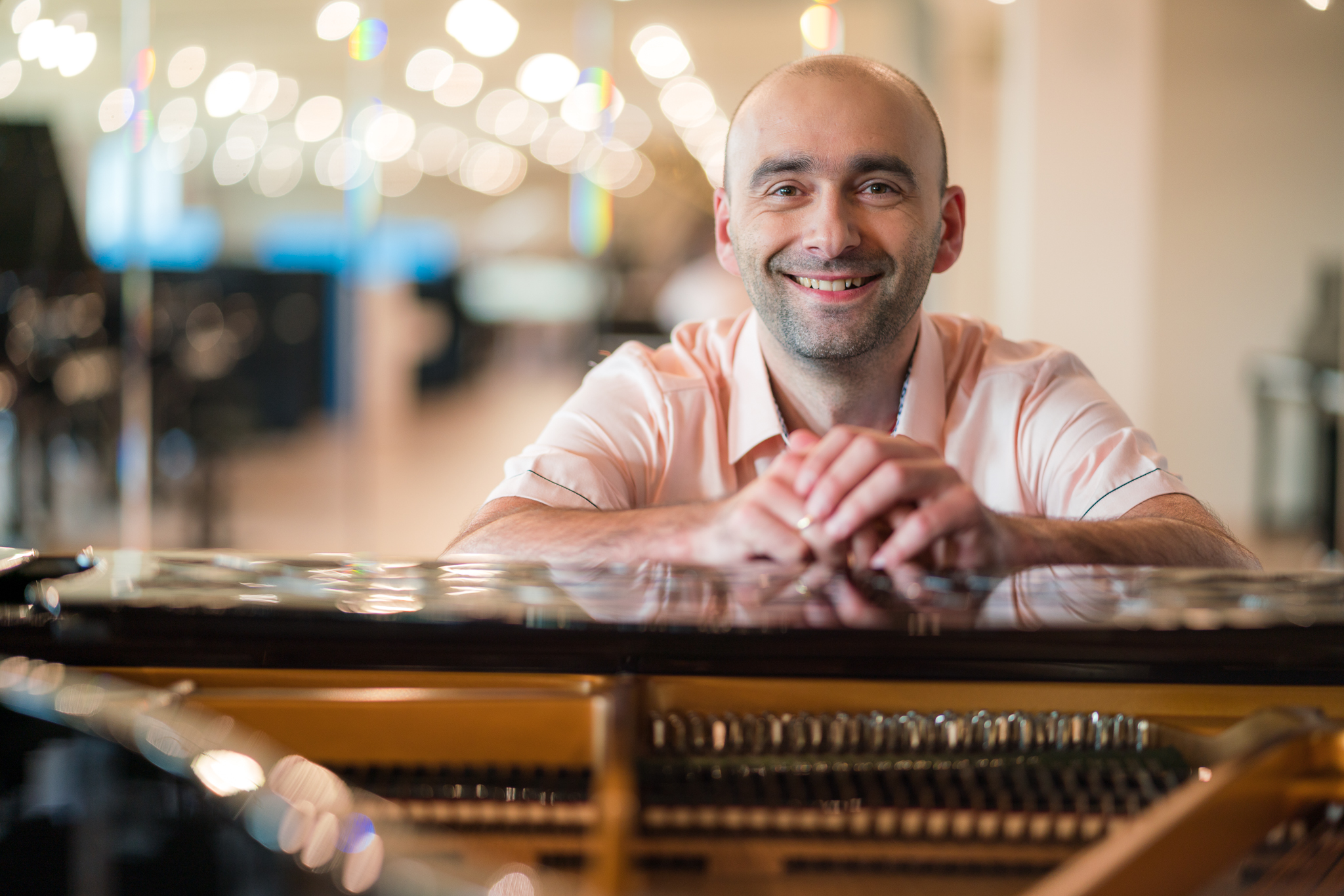
Wojciech Waleczek

Wojciech Bolesław Waleczek (Pyskowice, 8 de marzo de 1980) es un pianista polaco, profesor de artes, profesor de la Universidad de Silesia en Katowice

## Currículo
Wojciech Waleczek – pianista polaco conocido por su enfoque intransigente en el arte de interpretación. Nacido en 1980, lleva más de veinte años dedicándose a gran escala a una actividad concertista. Superó con matrícula de honor la Escuela Superior de Música en Katowice en la especialidad del piano bajo la dirección del prof. Zbigniew Raubo en 2003. En 2014 obtuvo el título del doctor en artes, y en 2017 el título del doctor habilitado en artea en la Escuela Superior de Música en Bydgoszcz. En 2022, el presidente de la República de Polonia le otorgó el título de profesor de artes.
El artista trabaja en el puesto del profesor en el Instituto de las Artes de Música de la Universidad de Silesia en Katowice. Es el vicepresidente de la Asociación SIGNUM en Gliwice dedicándose a la promoción de la música clásica.
Ha dado conciertos en varios países de la Unión Europea así como en Suiza, Bosnia y Herzegovina, Moldavia, Bielorrusia, Rusia, Kazajistán, Kirguistán, Uzbekistán, Jordania, Palestina, Argelia, Turquía, Irán, Irak, Túnez, Catar, Arabia Saudí, Kenia, en las Seychelles, en Canadá, Japón, Brasil, Uruguay, Argentina, Guyana, Surinam y en los EE. UU.
Como solista tocó junto con las orquestas de las filarmónicas de Kalisz, Koszalin, Lublin, Opole, Pomerania, Podkarpacia, Sudety, Szczecin, Silesia, Kielce, Breslavia, Zabrze y la Filarmónica Polaca de Cámara Sopot,  Orquesta Sinfónica de Toruń, Capella Bydgostiensis, Orquesta de la Academia de Beethoven en Cracovia, Orquesta Polaca  “Sinfonia Iuventus“, Orquesta de Cámara en Elbląg, Orquesta de Cámara en Radom, Orquesa Sinfónica de Karlovy Vary, Orquesta Nacional de Cámara de Moldavia, Orquesta Sinfónica de Amán,  Orquesta Sinfónica de Kaposvár, Orquesta Sinfónica del Teatro Académico de Drama en Brest, Orquesta Sinfónica del Teatro Nacional en Brasil , Orquestra Sinfônica do Paraná, Catar Philharmonic Orchestra, Orquesta Sinfónica de Uzbekistán.  Colaboró con varios directores de orquesta, tales como M. J. Błaszczyk, Ł. Borowicz, K. Bumann, G. Chmura, S. Chrzanowski, M. Diadiura, M. Dworzyński, B. Fromanger, Chang Joon-Gun, M. Gawroński, Cz. Grabowski, I. Hobson, G. Kerenyi, J. Kosek, M. Lebel, U. Makhmudov, M. Metelska, N. Morozowicz, M. Nesterowicz, D. Pavilionis, O. Palymski, M. Pijarowski, W. Rajski, J. Rogala, Z. Rychert, J. Salwarowski, M. U. Sidiq, R. Silva, M. Smolij, A. Sosnowski, M. Sugar, P. Veneri, T. Wojciechowski, M. Weiser, M. Wolniewski, J. M. Zarzycki, M. Żółtowski, B. Żurakowski.

## Discografía
F. Liszt – Works for violin and piano – Voytek Proniewicz – violín (NAXOS, 2014),
F. Liszt – Grandes etudes de Paganini, Transcendental Etudes after Paganini (Capriccio, 2017),
F. Liszt – Harmonies poétiques et religieuses, S172a (NAXOS, 2019),
F. Schubert - Rarities and Short Piano Works (NAXOS, 2021),
F. Liszt  - Weihnachtsbaum (NAXOS, 2024).

Wojciech Waleczek

## Premios y becas
III premio y el premio „Arthur Rubinstein“ fundado por Aniela Rubinstein el II Concurso de Piano para Jóvenes  „Artur Rubinstein in memoriam” en Bydgoszcz (1996), 
I premio y premio por la mejor interpretación del concierto en el IV Concurso Nacional Polaco del Piano F. Liszt en Wrocław (1997), 
III premio en el VII Concurso Internacional del Piano F. Liszt „Premio Mario Zanfi” en Parma (2000),
II premio en el Festival del Piano para jóvenes en Gdańsk (2002),
III premio en el IV Concurso del Piano Seiler en Palermo (2005), 
III premio en el III Concurso Internacional del Piano F. Liszt en Wrocław (2005).
El pianista recibió varios premios y becas del Presidente del Consejo de los Ministros (Primer Ministro), del Ministro de Cultura y Patrimonio Nacional, de los alcaldes-presidentes de Katowice y de Gliwice, de la Asamblea Regional de la Provincia (Voivodía) de Silesia y de varias instituciones particulares y públicas. 
En el año 2020 obtuvo la beca del Ministro de la Ciencia y Educación Superior para científicos superdotados.

## Distinciones y galardones
2017 - Distinción honorífica „Merecido para la Cultura Polaca“ concedida por el ministro de Cultura y Patrimonio Nacional 
2018 - Distinción Honorífica de Plata por los Méritos para la Voivodía de Silesia otorgada por la Asamblea Regional de Silesia 
2019 - Cruz de Bronce por los Méritos otorgado por el presidente de la República de Polonia
2023 - Cruz de Plata por los Méritos otorgado por el presidente de la República de Polonia
2023 - Medalla de Bronce al Mérito Cultural «Gloria Artis» por el ministro de Cultura y Patrimonio Nacional